# Józef Gielniak

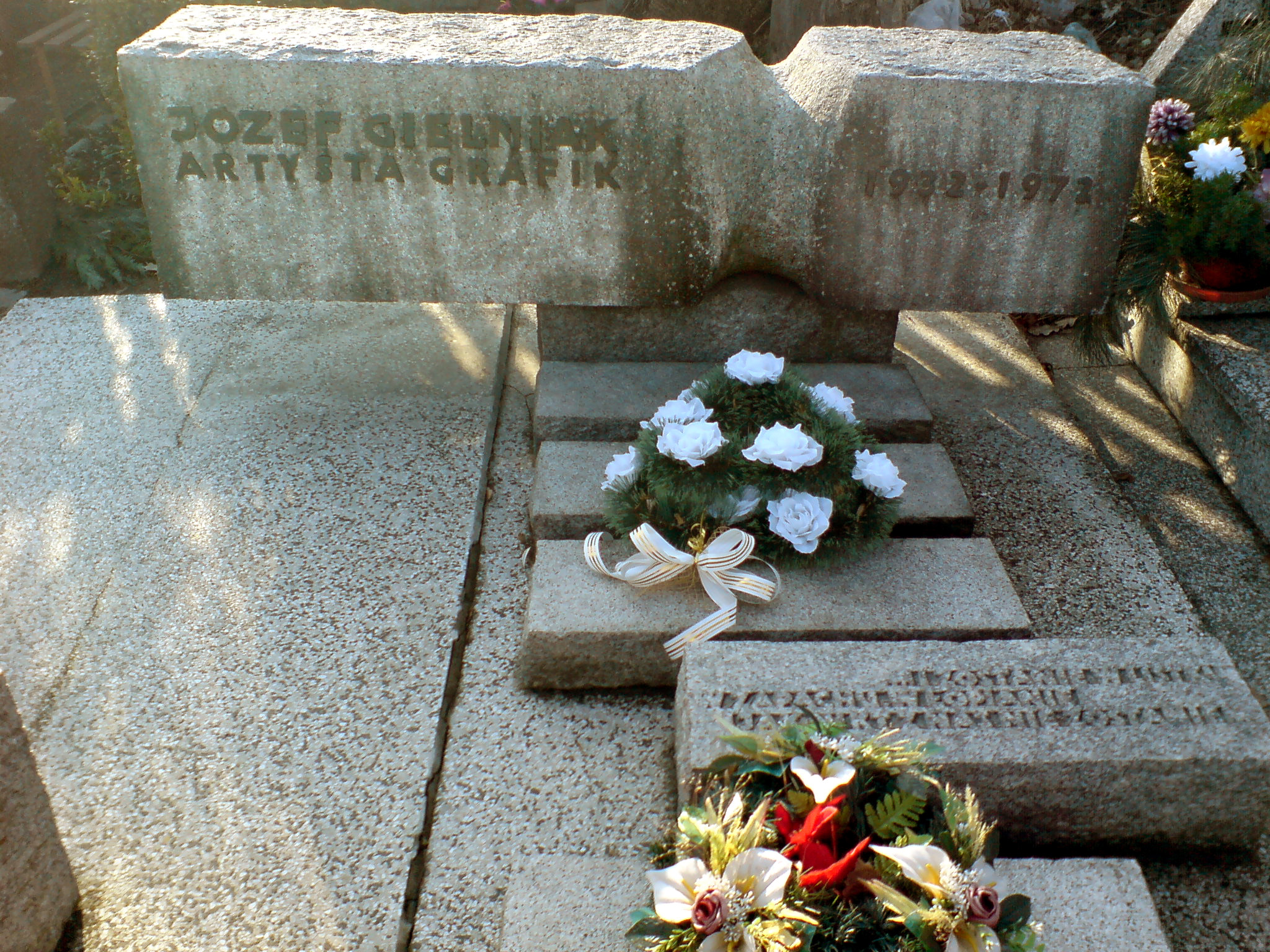
Grób artysty

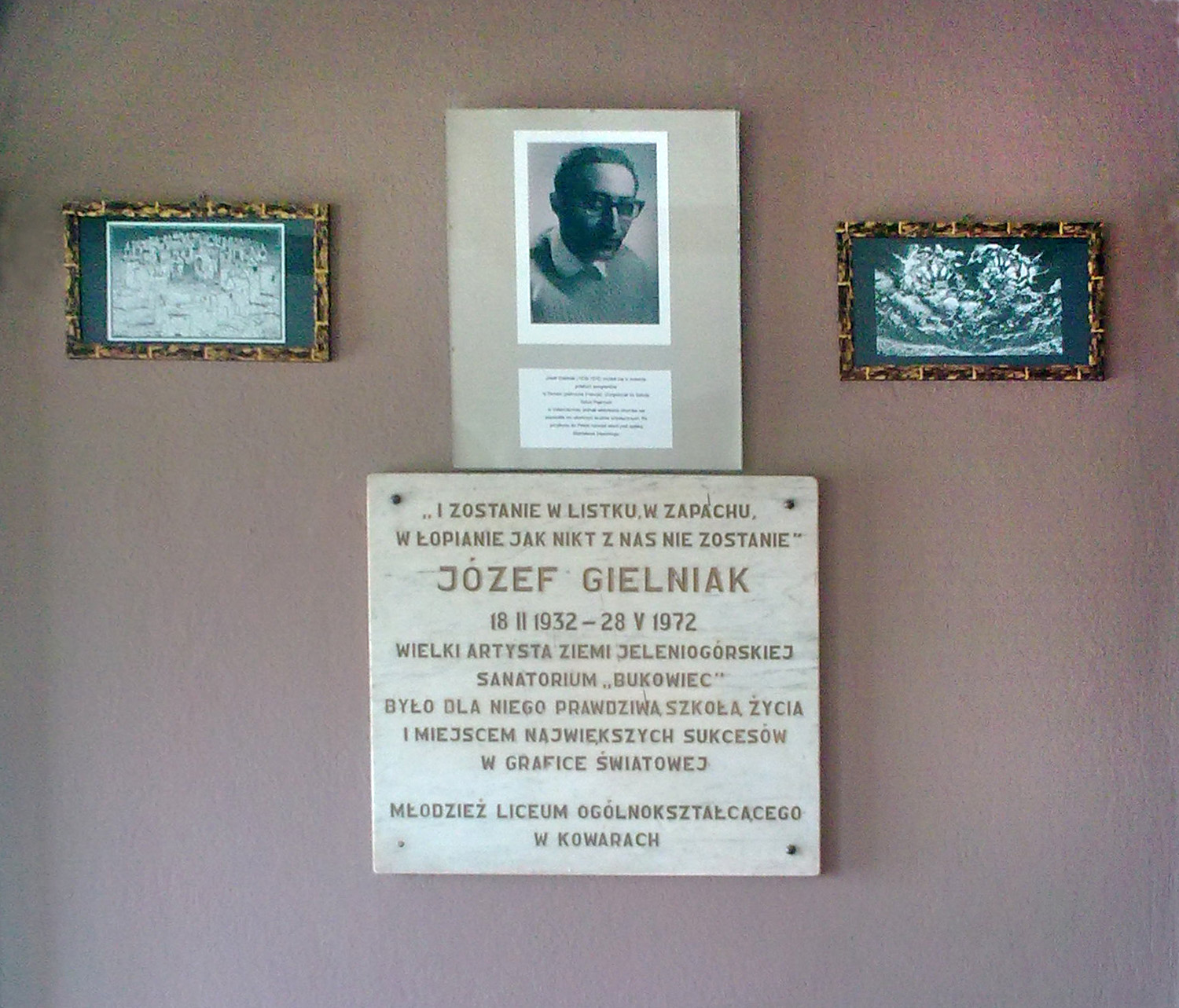
Tablica pamiątkowa w szpitalu Bukowiec

Józef Gielniak (ur. 18 lutego 1932 w Denain we Francji, zm. 28 maja 1972 w Kowarach) – polski grafik, tworzył głównie linoryty.

## Życiorys
Przyszedł na świat w rodzinie polskich emigrantów w Danain koło Valenciennes w departamencie Nord, jako drugi syn. Ojciec był robotnikiem fabrycznym. Ukończył szkołę średnią w Anzin. Przez rok studiował w znanej École des Beaux-Arts (dziś École supérieure d’art et de design de Valenciennes) w Valenciennes, jednak z powodów finansowych musiał przerwać naukę. Odrzucił stypendium mera Anzin na studia w Akademii Sztuk Pięknych w Paryżu, a przyjął od działaczy polonijnych propozycję studiów konsularno-dyplomatycznych w Polsce. Jesienią 1947 r. wyjechał do polskiego liceum w Paryżu celem nauki języka, jednak uczył się tam tylko trzy miesiące.
W 1949 r. zachorował na gruźlicę. Leczył się w sanatorium w Neufmoutiers-en-Brie. Podczas pobytu w sanatorium zdał maturę i w 1950 wyjechał z matką do Polski. Nagły powrót choroby uniemożliwił mu podjęcie studiów na Wydziale Konsularno-Dyplomatycznym w Warszawie.
Początkowo zamieszkał z rodziną w Grudziądzu, gdzie pracował jako dekorator wystaw. Próby podjęcia stacjonarnych studiów przerywały kolejne pobyty w szpitalach. Ostatecznie trafił w roku 1953 do sanatorium przeciwgruźliczego „Bukowiec” w Kowarach. Po trzech latach, 2 maja 1956 r., został wypisany z listy chorych. Niewyleczona choroba nie pozwoliła mu jednak na opuszczenie sanatorium. Otrzymał tu mieszkanie i pracę jako archiwista i statystyk medyczny. W tym samym 1956 r. zawarł związek małżeński z Danielą (nazywaną przez niego Grażynką), pierwotnie również pacjentką „Bukowca”, potem jego pracownicą. 10 stycznia 1957 r. urodził się ich syn Józef Mirosław.
Z powodu choroby Gielniak wystąpił do Ministerstwa Kultury o umożliwienie mu indywidualnych studiów artystycznych. W styczniu 1956 r. nawiązał z nim kontakt nim znany grafik, prof. PWSSP we Wrocławiu Stanisław Dawski i zaproponował mu studia indywidualne w swojej uczelni, które Gielniak ukończył. W międzyczasie już w grudniu 1956 r. zadebiutował na wystawie, a w 1958 r. został przyjęty do Związku Polskich Artystów Plastyków.
Zmarł w Kowarach na gruźlicę. Został pochowany w Kowarach na starym cmentarzu.

## Twórczość
Talenty plastyczne ujawnił wcześnie. Początkowo zajmował się głównie malarstwem (akwarela) i rysunkiem. Później, pod wpływem profesora Dawskiego, tworzył głównie w technice linorytu. Tematem było sanatorium „Bukowiec” w którym się leczył i pracował oraz temat choroby. Większość prac ułożona jest w cykle: „Sanatorium” (1958-1967), „Improwizacje” (1950-1959), „Improwizacje dla Grażynki” (1965-1971). Podczas pobytu w Bukowcu łącznie stworzył 53 linoryty, 9 monotypii, 4 mezzotinty, 2 akwaforty oraz 37 rysunków i szkiców. Dla przyjaciół i znajomych spośród personelu medycznego sanatorium wykonał również 17 ekslibrisów.
Józef Gielniak stanowił artystyczne przeciwieństwo Jerzego Panka.
Muzeum Karkonoskie w Jeleniej Górze posiada komplet prac Józefa Gielniaka, płyty miedziorytnicze, a także liczne pamiątki po artyście, w tym jego księgozbiór. Od 1977 Muzeum organizuje Konkurs Graficzny im. Józefa Gielniaka (konkurs technik druku wypukłego). Jego XIV edycja odbyła się w 2017 roku.
W latach 2017–2018 w Muzeum Historii Katowic zorganizowano wystawę jego prac (w Dziale Grafiki).

## Nagrody
- Już w 1947 otrzymał nagrodę Union Française des Oeuvres Laїques d’Éducation Artistique za rysunki i akwarele.
- W 1959 otrzymał I nagrodę na Ogólnopolskiej Wystawie Grafiki Artystycznej i Rysunku w Warszawie.
- W 1963 otrzymał nagrodę na V Międzynarodowej Wystawie Grafiki w Lublanie
- 22 lipca 1964 z okazji 20-lecia Polski Ludowej otrzymał nagrodę państwową II stopnia[5]
- W 1972 otrzymał jeden z 4 złotych medali na IV Międzynarodowym Biennale Grafiki w Krakowie[1].

## Nawiązania
Jeden z cykli grafik Gielniaka stał się inspiracją dla utworu Jacka Kaczmarskiego „Wariacje dla Grażynki”.